# 12873 Clausewitz
12873 Clausewitz eller 1998 OU7 är en asteroid i huvudbältet som upptäcktes den 26 juli 1998 av den belgiske astronomen Eric W. Elst vid La Silla-observatoriet. Den är uppkallad efter Carl von Clausewitz.